# Cornereva
Cornereva is een Roemeense gemeente in het district Caraș-Severin.
Cornereva telt 3137 inwoners.